# Aaages
Aaages là một chi bọ cánh cứng thuộc họ Bọ rùa (hay bọ cánh cam). Tên của chi gắn với loài điển hình, Aaages prior (Barovskij, 1926), thường xuyên bị viết sai chính tả trong các tài liệu sau này.